# فارس العمري
فارس بن جهز بن سبيل الشعيلي العمري الحربي لاعب كرة قدم سعودي سابق من مواليد المدينة المنورة عام 1397هـ .

## خبراته
- يحمل شهادة المعهد الصحي دبلوم عالي في الرعاية الصحية الأولية .
- عمل مديراً للكرة بنادي الرائد السعودي .
- اختير لإدارة المنتخب الأول (ب) .
- عضو في إدارة المتابعة بالمديرية العامة للشؤون الصحية .

## بداياته مع نادي الرائد
التحق بنادي الرائد عام 1998م وقاده للعديد من الإنجازات ، أصبح قائداً للفريق من عام 2002م حتى اعتزاله عام 2010م .

## إنجازاته مع نادي الرائد
- قيادة الفريق للصعود ثلاث مرات من أصل ست مرات أعوام 1997م, 2002م, 2009م.
- بطولة ودرع الدرجة الثانية عام 2008م.
- كأس الأمير فيصل بن فهد للدرجتين الأولى والثانية عام 2008م.
- درع الدرجة الأولى عام 2009م.
- بطولة كأس النخبة الدولية صيف 2009م بأبها .

## مع المنتخب السعودي
أنظم إلى المنتخب الأولمبي عام 2000م إستعداداً للبطولة العربية بالأردن .
|